# Gomphus schneiderii
Gomphus schneiderii е вид водно конче от семейство Gomphidae. Видът не е застрашен от изчезване.

## Разпространение
Разпространен е в Азербайджан, Армения, Босна и Херцеговина, Грузия, Гърция (Егейски острови), Иран, Северна Македония, Сирия, Туркменистан, Турция и Черна гора.

## Описание
Популацията на вида е стабилна.